# 索菲亚广场
索菲亚广场（羅馬化：Sofiiska ploshcha）是乌克兰首都基辅的一座廣場，位于市中心舍甫琴科区的沃罗德米尔斯卡街。

## 名称
自1869年以来，广场以圣索菲亚主教座堂命名，其南门位于广场上，钟楼高耸于广场之上。从1944年到1993年，这个广场以居住在这里的博格丹·赫梅利尼茨基命名，于1943年11月23日。1648年12月，在一场成功的战役之后，他曾在这里居住，今天在广场上矗立着博格丹·赫梅利尼茨基纪念碑。